# Näringsämne
Ett näringsämne är en oorganisk eller organisk förening som en organism tar upp från sin omgivning för att överleva, fortsätta växa och fortplanta sig. Näringsämnena behövs till organismens metabolism, för att bygga upp och reparera vävnader eller för att styra organismens livsprocesser. De organiska föreningarna kan också omvandlas till energi.
Växter absorberar i huvudsak oorganiska näringsämnen via rötterna, i form av joner som finns i marken. De näringsämnen som behövs i större mängd kallas för makronäringsämnen medan de som behövs i mindre mängd kallas för mikronäringsämnen. Då växter är fotoautotrofer kan de tillverka organiska näringsämnen från makro- och mikronäringsämnena med hjälp av solljus, koldioxid och vatten.
Djur intar näringsämnena via födan, i huvudsak som organiska ämnen i form av växt- och djurdelar eller ämnen som djur eller växter producerar. Djur kan tillverka en del ämnen som behövs i deras metabolism utifrån andra näringsämnen. Ämnen som ett djur inte kan tillverka eller inte kan tillverka i tillräcklig mängd, kallas essentiella näringsämnen.
En stor del av de näringsämnen som ett djur konsumerar ger energi. Energi finns främst i kolhydrater, protein och fett. En del växtätare, främst betande och lövätande djur kan tillgodogöra sig energi från kolhydraten cellulosa, och en del växtätare och allätare kan tillgodogöra sig energi från kostfiber. Människor kan inte tillgodogöra sig energi från cellulosa, men däremot från vissa typer av kostfiber.

## Näringsämnen i livsmedel
Enligt Livsmedelsverkets föreskrifter om näringsdeklarationer på livsmedel ska följande näringsämnen deklareras: proteiner, kolhydrater, fett, fiber, natrium, vitaminer och mineraler. Sockerarter är en sorts kolhydrater. Fett indelas i mättade fettsyror, enkelomättade fettsyror, och fleromättade fettsyror.